# Louis Buffon
Louis Thomas Buffon (* 28. Dezember 2007 in Turin) ist ein tschechisch-italienischer Fußballspieler. Der Flügelspieler steht beim Pisa SC unter Vertrag.

## Familie
Louis Buffon ist der Sohn des italienischen Fußball-Weltmeisters Gianluigi Buffon und des tschechischen Models Alena Šeredová. Er besitzt sowohl die italienische als auch die tschechische Staatsbürgerschaft. Er wurde in Turin geboren, während sein Vater bei Juventus Turin spielte.

## Karriere

### Im Verein
Buffon wechselte zur Saison 2023/24 von der CBS Scuola Calcio (deutsch CBS Fußballschule), die mit Juventus Turin zusammenarbeitet, zu den B-Junioren (U17) des Pisa SC. Zur Saison 2024/25 rückte er zu den A-Junioren (U19) auf. Mitte Februar 2025 stand der Flügelspieler unter Filippo Inzaghi, einem langjährigen Mitspieler seines Vaters, erstmals bei den Profis in der Serie B im Spieltagskader, wurde allerdings nicht eingewechselt. Sein Debüt in der zweithöchsten italienischen Spielklasse erfolgte schließlich am 9. März 2025 im Alter von 17 Jahren und 249 Tagen.

### In der Nationalmannschaft
Buffon ist für den italienischen und tschechischen Fußballverband spielberechtigt. Für die Länderspiele im März 2025 wurde er erstmals in die tschechische U18-Nationalmannschaft berufen.